# روبرت إل. ليبرت
روبرت إل. ليبرت (بالإنجليزية: Robert L. Lippert)‏ هو منتج أفلام ومخرج أمريكي، ولد في 31 مارس 1909 في ألاميدا في الولايات المتحدة، وتوفي في 10 نوفمبر 1976.

## وصلات خارجية
- روبرت إل. ليبرت على موقع IMDb (الإنجليزية)
- روبرت إل. ليبرت على موقع روتن توميتوز (الإنجليزية)
- روبرت إل. ليبرت على موقع قاعدة بيانات الفيلم (الإنجليزية)